# جيري مارس
جيري مارس (بالإنجليزية: Jerry March)‏ هو كيميائي أمريكي، ولد في 1 أغسطس 1929 في بروكلين في الولايات المتحدة، وتوفي في 25 ديسمبر 1997.